# العلاقات الأوزبكستانية البرتغالية
العلاقات الأوزبكستانية البرتغالية هي العلاقات الثنائية التي تجمع بين أوزبكستان والبرتغال.

## مقارنة بين البلدين
هذه مقارنة عامة ومرجعية للدولتين:
| وجه المقارنة                                              | أوزبكستان       | البرتغال                                                  |
| --------------------------------------------------------- | --------------- | --------------------------------------------------------- |
| المساحة (كم2)                                             | 448.98 ألف      | 92.21 ألف                                                 |
| عدد السكان (نسمة)                                         | 32.39 مليون     | 10.60 مليون                                               |
| الكثافة السكانية (ن./كم²)                                 | 72.14           | 114.95                                                    |
| العاصمة                                                   | طشقند           | لشبونة                                                    |
| اللغة الرسمية                                             | اللغة الأوزبكية | اللغة البرتغالية، اللغة الميراندية                        |
| العملة                                                    | سوم أوزبكستاني  | يورو، اسكودو برتغالي                                      |
| الناتج المحلي الإجمالي (بليون دولار)                      | 48.72 مليار     | 217.57 مليار                                              |
| الناتج المحلي الإجمالي (تعادل القوة الشرائية) بليون دولار | 190.50 مليار    | 307.82 مليار                                              |
| الناتج المحلي الإجمالي الاسمي للفرد دولار أمريكي          | 2.13 ألف        | 19.22 ألف                                                 |
| الناتج المحلي الإجمالي للفرد دولار أمريكي                 | 5.57 ألف        | 28.76 ألف                                                 |
| مؤشر التنمية البشرية                                      | 0.675           | 0.830                                                     |
| رمز المكالمات الدولي                                      | +998            | +351                                                      |
| رمز الإنترنت                                              | .uz             | .pt                                                       |
| المنطقة الزمنية                                           | ت ع م+05:00     | توقيت غرب أوروبا، توقيت غرب أوروبا الصيفي، أوروبا/لشبونة ‏ |

## منظمات دولية مشتركة
يشترك البلدان في عضوية مجموعة من المنظمات الدولية، منها:
| علم المنظمة | اسم المنظمة                               | تاريخ انضمام أوزبكستان | تاريخ انضمام البرتغال |
| ----------- | ----------------------------------------- | ---------------------- | --------------------- |
|             | بنك التنمية الآسيوي                       | 1995                   | 2002                  |
|             | مؤسسة التنمية الدولية                     | 24 سبتمبر 1992         | 29 ديسمبر 1992        |
|             | يونسكو                                    | 26 أكتوبر 1993         | 11 مارس 1965          |
|             | وكالة ضمان الاستثمار متعدد الأطراف        | 4 نوفمبر 1993          | 6 يونيو 1988          |
|             | الأمم المتحدة                             | 2 مارس 1992            | 14 ديسمبر 1955        |
|             | الفريق المعني برصد الأرض                  | ?                      | ?                     |
|             | الاتحاد البريدي العالمي                   | ?                      | ?                     |
|             | البنك الدولي للإنشاء والتعمير             | 21 سبتمبر 1992         | 29 مارس 1961          |
|             | الاتحاد الدولي للاتصالات                  | 10 يوليو 1992          | 1866                  |
|             | منظمة حظر الأسلحة الكيميائية              | ?                      | ?                     |
|             | مؤسسة التمويل الدولية                     | 30 سبتمبر 1993         | 8 يوليو 1966          |
|             | المركز الدولي لتسوية المنازعات الاستشارية | 25 أغسطس 1995          | 1 أغسطس 1984          |
|             | منظمة الشرطة الجنائية الدولية             | ?                      | ?                     |
|             | منظمة الأمن والتعاون في أوروبا            | 30 يناير 1992          | 25 يونيو 1973         |

## وصلات خارجية
- موقع وزارة الخارجية الأوزبكستانية
- موقع وزارة الخارجية البرتغالية